# Antoine L'Hote
Antoine L'Hote (Beuvry, 27 mei 2005) is een Frans wielrenner. Zijn vader Nicolas was ook wielrenner en won in 2001 de Classic Loire-Atlantique.

## Carrière
Als eerstejaars junior werd L'Hote nationaal kampioen op de weg, voor Matys Grisel en Lénaïc Langella. Als nationaal kampioen nam hij later dat jaar deel aan onder meer de Ronde van de Lunigiana en La Philippe Gilbert.
In 2024 stroomde L'Hote door vanuit de juniorenploeg naar de continentale opleidingsploeg van Decathlon AG2R La Mondiale. Namens die ploeg werd hij in april veertiende in de beloftenversie van Parijs-Roubaix. Namens de hoofdmacht van de ploeg nam hij deel aan enkele eendagskoersen in Frankrijk en België, waaonder Parijs-Chauny, waar hij onderdeel uitmaakte van de vroege vlucht. Vijf dagen later won hij de openingsrit in de Ronde van Eure-et-Loir. De leiderstrui die hij daaraan overhield wist hij in de overige twee etappes met succes te verdedigen, waardoor hij Noa Isidore opvolgde als eindwinnaar.

## Overwinningen
2022
 Frans kampioen op de weg, Junioren
2024
1e etappe Ronde van Eure-et-Loir
Eind-, punten- en jongerenklassement Ronde van Eure-et-Loir
Parijs-Tours, beloften
2025
5e etappe Olympia's Tour
Eind- en jongerenklassement Olympia's Tour

## Ploegen
- 2024 –  Decathlon AG2R La Mondiale Development Team
- 2025 –  Decathlon AG2R La Mondiale Development Team